# Championnat du Cap-Vert de football 2006
Navigation
Saison précédente Saison suivante
La saison 2006 du Championnat du Cap-Vert de football est la vingt-septième édition de la première division capverdienne, le Campeonato Nacional. Après une phase régionale qualificative disputée sur chacune des neuf îles habitées de l'archipel, les onze meilleures équipes et le tenant du titre disputent le championnat national, joué en deux phases :
- une phase de poules (deux poules de six équipes) dont seuls les deux premiers accèdent à la phase finale
- une phase finale à élimination directe (demi-finales et finale) en matchs aller et retour qui détermine le vainqueur du championnat

C’est le Sporting Clube da Praia qui remporte la compétition cette saison, après avoir battu l'Académico do Aeroporto en finale nationale. Il s'agit du cinquième titre de champion du Cap-Vert de l’histoire du club.

## Les clubs participants
- Île de Boa Vista :
  - Sal-Rei Futebol Clube
- Île de Brava :
  - Clube Desportivo Nô Pintcha
- Île de Fogo :
  - Botafogo FC
- Île de Maio :
  - Barreirense Clube
- Île de Sal :
  - Académico do Aeroporto
- Île de Santiago :
  - Pas de championnat disputé cette saison dans la zone Nord
  - Sporting Clube da Praia (zone Sud)
- Île de Santo Antão :
  - CD Beira Mar Ribeira Grande (zone Nord)
  - Sporting Clube do Porto Novo (zone Sud)
- Île de São Nicolau:
  - FC Ultramarina
- Île de São Vicente:
  - Futebol Clube de Derby (tenant du titre)
  - Clube Sportivo Mindelense

## Compétition

### Phase de poules
Le barème utilisé pour établir le classement est le suivant :
- Victoire : 3 points
- Match nul : 1 point
- Défaite, forfait ou abandon : 0 point

| Rang | Équipe                       | Pts | J | G | N | P | Bp | Bc | Diff |
| ---- | ---------------------------- | --- | - | - | - | - | -- | -- | ---- |
| 1    | Futebol Clube de DerbyT      | 10  | 4 | 3 | 1 | 0 | 13 | 2  | +11  |
| 2    | Botafogo FC                  | 8   | 4 | 2 | 2 | 0 | 9  | 3  | +6   |
| 3    | Sal-Rei Futebol Clube        | 7   | 4 | 2 | 1 | 1 | 5  | 2  | +3   |
| 4    | Clube Desportivo Nô Pintcha  | 3   | 4 | 1 | 0 | 3 | 4  | 12 | -8   |
| 5    | Sporting Clube do Porto Novo | 0   | 4 | 0 | 0 | 4 | 0  | 12 | -12  |

| Rang | Équipe                      | Pts | J | G | N | P | Bp | Bc | Diff |
| ---- | --------------------------- | --- | - | - | - | - | -- | -- | ---- |
| 1    | Académico do Aeroporto      | 12  | 5 | 4 | 0 | 1 | 12 | 3  | +9   |
| 2    | Sporting Clube da Praia     | 12  | 5 | 4 | 0 | 1 | 8  | 4  | +4   |
| 3    | FC Ultramarina              | 7   | 5 | 2 | 1 | 2 | 6  | 6  | 0    |
| 4    | Clube Sportivo Mindelense   | 6   | 5 | 2 | 0 | 3 | 6  | 7  | -1   |
| 5    | CD Beira Mar Ribeira Grande | 4   | 5 | 1 | 1 | 3 | 5  | 8  | -3   |
| 6    | Barreirense Clube           | 3   | 5 | 1 | 0 | 4 | 4  | 13 | -9   |

### Phase finale
|  | Demi-finales            | Demi-finales            | Demi-finales            | Demi-finales            |                        |                        | Finale | Finale | Finale | Finale |
|  |                         |                         |                         |                         |                        |                        |        |        |        |        |
|  |                         |                         |                         |                         |                        |                        |        |        |        |        |
|  | Botafogo FC             | Botafogo FC             | 2                       | 0                       |                        |                        |        |        |        |        |
|  | Botafogo FC             | Botafogo FC             | 2                       | 0                       |                        |                        |        |        |        |        |
|  | Académico do Aeroporto  | Académico do Aeroporto  | 2                       | 6                       |                        |                        |        |        |        |        |
|  | Académico do Aeroporto  | Académico do Aeroporto  | 2                       | 6                       | Académico do Aeroporto | Académico do Aeroporto | 0      | 2      |        |        |
|  |                         |                         |                         |                         | Académico do Aeroporto | Académico do Aeroporto | 0      | 2      |        |        |
|  |                         |                         | Sporting Clube da Praia | Sporting Clube da Praia | 1                      | 2                      |        |        |        |        |
|  | Sporting Clube da Praia | Sporting Clube da Praia | Sporting Clube da Praia | Sporting Clube da Praia | 1                      | 2                      | 2      | 1      |        |        |
|  | Sporting Clube da Praia | Sporting Clube da Praia |                         |                         |                        |                        |        | 1      |        |        |
|  | Futebol Clube de DerbyT | Futebol Clube de DerbyT | 0                       | 0                       |                        |                        |        |        |        |        |
|  | Futebol Clube de DerbyT | Futebol Clube de DerbyT | 0                       | 0                       |                        |                        |        |        |        |        |

#### Finales
| 24 juin 2006 | Académico do Aeroporto | 0 - 1 | Sporting Clube da Praia | Stade Marcelo Leitão, Espargos |
|              |                        |       | Gerson 3e               |                                |

| 2 juillet 2006 | Sporting Clube da Praia | 2 - 2 | Académico do Aeroporto     | Stade de Várzea, Praia |  |
|                | Dário 43e · Quiroga 90e |       | 62e Mendes · 90+3e Hernâni |                        |  |

## Bilan de la saison
| Championnat du Cap-Vert de football 2006 |                                    |
| Champion                                 | Sporting Clube da Praia (5e titre) |
| Qualifications continentales             |                                    |
| Ligue des champions de la CAF 2007       | Sporting Clube da Praia            |
| Coupe de la confédération 2007           | Aucun                              |
| Promotions et relégations                |                                    |
| Promus en Campeonato Naçional            | Aucun                              |
| Relégués                                 | Aucun                              |